# 로버트 레이드

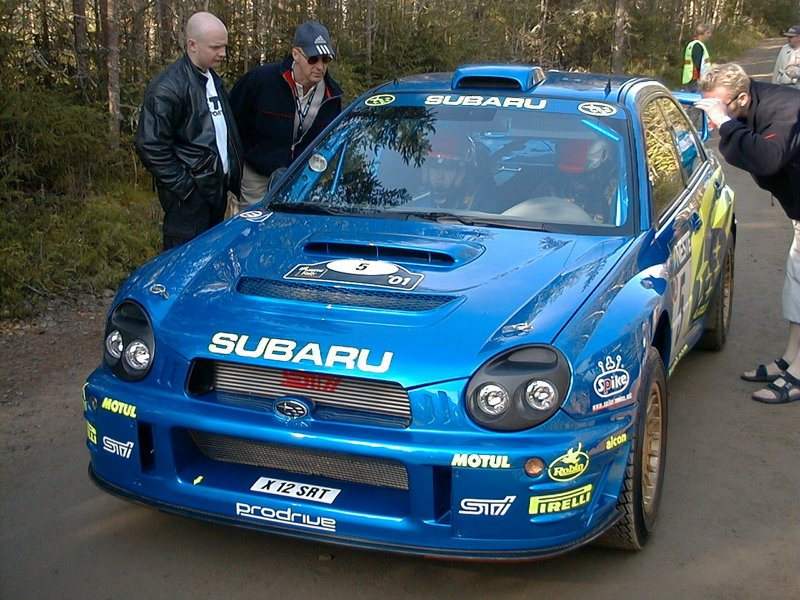

로버트 레이드(Robert Reid, 1966년 ~ )는 스코틀랜드의 자동차 경주 선수이다. 스코틀랜드 퍼스에서 태어났으며, 리처드 번스, 콜린 맥레이와 같이 활동한 적이 있다.